# شريان بنكرياسي إثنا عشري علوي
وهو فرع من الشريان المعدي الإثنا عشري، الذي ينشأ عادة من الشريان الكبدي ، على الرغم من أن هناك العديد من الاختلافات في أصل الشريان المعدي الإثنا عشري. وينقسم الشريان البنكرياسي الإثناعشري إلى فرعين، فرع أمامي وفرع خلفي. هذه الفروع تتحرك حول البنكرياس والاثنا عشر، ثم تنضم في نهاية المطاف مع الشريان الأمامي والخلفي من فروع الشريان البنكرياسي الاثنا عشري السفلي. الشريان البنكرياسي الاثنا عشري السفلي هو فرع من الشريان المساريقي العلوي. هذه الشرايين، جنبا إلى جنب مع ( فروع البنكرياس ) من الشريان الطحالي، تشكل اتصالات أو أناستوموسس مع بعضها البعض، حيث تسمح للدم بالدخول لتغذية البنكرياس والاثنا عشر من خلال قنوات متعددة.
يغذي الشريان الجانبين الأمامي والخلفي للاثنا عشر ورأس البنكرياس.

## وصلات خارجية
- صور تشريحية:38:03-0210 في مركز داونستيت الطبي التابع لجامعة نيويورك - "Stomach, Spleen and Liver: Contents of the Hepatoduodenal Ligament"
- درسٌ تشريحي حول celiactrunk مُعدٌ بواسطة ويسلي نورمان (جامعة جورجتاون).* درسٌ تشريحي حول pancreas مُعدٌ بواسطة ويسلي نورمان (جامعة جورجتاون).

```
(
pancreasvessels
)
```